# Valle de Alcoy
Valle de Alcoy (en valenciano Valls d'Alcoi) es el nombre de una subcomarca de la Comunidad Valenciana. Es una de las dos subcomarcas en que se divide la comarca alicantina de la Hoya de Alcoy, siendo la otra subcomarca la Hoya de Castalla.
También engloba a toda la comarca histórica de la cual formaban parte todos los municipios de la actual comarca del Condado de Cocentaina, también los municipios de (Alcoy, Benifallim, Bañeres, y Penáguila), por parte de la comarca de la Hoya de Alcoy y los municipios valencianoparlantes de la antigua comarca de la Valle de Biar que la DTH de la Generalidad Valenciana incluyó en el Alto Vinalopó (Biar, Benejama, Campo de Mirra y Cañada).
La capital de esta subcomarca es la ciudad de Alcoy, que le da nombre, como también lo hace a la comarca.
Aparece en el mapa de comarcas de Emili Beüt "Comarques naturals del Regne de València" publicado en el año 1934.

## Municipios
| Municipio  | Población | Superficie | Densidad |
| ---------- | --------- | ---------- | -------- |
| Alcoy      | 61 698    | 129,86     | 475,11   |
| Bañeres    | 7223      | 50,28      | 143,66   |
| Penáguila  | 323       | 49,92      | 6,47     |
| Benifallim | 115       | 13,70      | 8,30     |

## Geografía
Esta comarca del interior alicantino destaca por ser muy montañosa, con la sierra Mariola y el Carrascal de la Fuente Roja. La riegan los ríos Serpis y sus distintos afluentes.

## Economía
Se trata de una zona con tradicional actividad industrial, principalmente en el sector textil de su población más importante, Alcoy, mientras que las otras poblaciones, mucho más pequeñas, son tradicionalmente agrícolas.